# Cymothoa dufresni
Cymothoa dufresni är en kräftdjursart som beskrevs av Leach 1818. Cymothoa dufresni ingår i släktet Cymothoa och familjen Cymothoidae. Inga underarter finns listade i Catalogue of Life.